# Geopark Barrandien (Beroun)

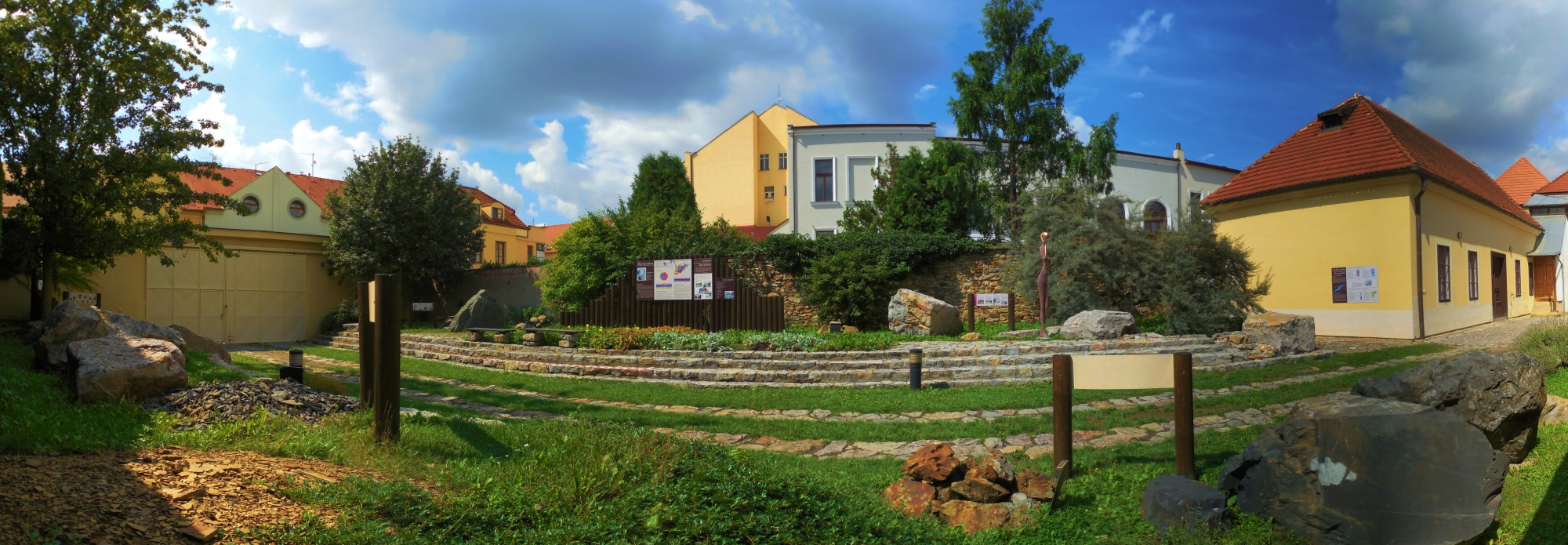
Geopark Barrandien - panoramatický pohled na venkovní expozici typických hornin Barrandienu, Muzeum Českého krasu v Berouně.

Geopark Barrandien je venkovní expozice typických hornin Barrandienu. Nachází se v Berouně na dvoře Muzea Českého krasu, jehož je součástí. V expozici se nachází celkem 23 hornin, z toho 11 větších horninových bloků, a profil pražskou pánví sestavený z 32 naformátovaných vzorků hornin. Hlavním posláním geoparku je seznámení s horninami, geologickou stavbou a vývojem Barrandienu.

## Vybudování expozice
O vybudování geoparku se začalo vážně uvažovat v roce 1999. V roce 2002 získalo Muzeum Českého krasu prostředky na realizaci. Při povodních v roce 2002 však bylo zaplaveno i muzeum a termín otevření geoparku byl pozdržen.
Slavnostní otevření geoparku proběhlo dne 31.5.2003.
Vzorky pro geopark byly získány z lomů a výchozů v oblasti Barrandienu. Větší horninové bloky byly do geoparku transportovány pomocí těžké techniky. Vzorky použité pro profil pražské pánve byly následně naformátovány na jednotnou velikost cca 15×20 cm.
V roce 2009 proběhla obnova panelů geoparku. Některé, například rozpadavé vzorky břidlic, jsou v případě potřeby průběžně doplňovány.